# Cornals
Cornal (Cornales) és un ordre de plantes amb flor.
En els sistema de classificació filogenètic APG II forma part dels eudicots i dins d'ells del grup astèrides.

## Taxonomia
En el sistema de classificació de Dahlgren les Cornals estaven en el superordre Corniflorae (també anomenat Cornanae). Sota el sistema APG IV, l'ordre de Cornals inclou aquestes famílies:
- Família Cornaceae
- Família Nyssaceae
- Família Hydrangeaceae
- Família Loasaceae
- Família Hydrostachyaceae
- Família Curtisiaceae
- Família Grubbiaceae

Sota l'antic sistema Cronquist l'ordre també comprenia les famílies Cornaceae, Garryaceae, i Alangiaceae, i estava dins el grup Rosidae.